# Język potawatomi
Język potawatomi (także pottawatomie, w oryg.: Bodéwadmimwen, Bodéwadmi Zheshmowen lub Neshnabémwen) – język z rodziny języków algonkiańskich (grupa centralna). Był używany przez historyczne plemiona Potawatomi, które żyły na terenach dzisiejszych stanów Michigan i Wisconsin w USA oraz Ontario w Kanadzie. Cecilia Miksekwe Jackson, prawdopodobnie ostatnia rodzima użytkowniczka języka potawatomi, zmarła w maju 2011, w wieku 88 lat. Była znana z wieloletniej pracy nad ochroną i nauką tego języka. Obecnie istnieją próby rewitalizacji języka potawatomi.

## Klasyfikacja
Potawatomi jest przedstawicielem rodziny języków algonkiańskich, która z kolei należy do zespołu algijskiego. Jest z reguły zaliczany do rodziny centralnych języków algonkiańskich, razem z takimi językami, jak kikapu, kri, odżibwe, szauni. Spośród tych języków najbardziej podobny jest do języka odżibwe, chociaż zaobserwowany został też wpływ języka Sauków.
Sam język potawatomi dzieli się na pomniejsze dialekty: północny (Ontario), środkowy (Michigan i Wisconsin) oraz południowy (Oklahoma i inne tereny na wschód od Missisipi).

## System pisma

### Obecnie[3]
Chociaż nie ma żadnych formalnych uregulowań dotyczących zapisu tego języka, najczęściej używany jest „system pedagogiczny”, wprowadzony przez Wisconsin Native American Languages Program (WNALP). Jak wskazuje nazwa, powstał on w celu nauki tego języka przez osoby nieznające go. System jest oparty na alfabecie łacińskim, z kilkoma znakami diakrytycznymi i dwuznakami: a b ch d e é g ' h i j k m n o p s sh t w y z zh.
W Kansas zaś używany jest system bez znaków diakrytycznych: ' a b c d e e' g h i I j k m n o p s sh t u w y z zh.

### Dawny sposób zapisu[4]
W przeszłości do zapisu był używany tradycyjny alfabet algonkiański, powszechny wśród dawnych XIX-wiecznych plemion. Pochodził on również z alfabetu łacińskiego, ale przypominał bardziej litery pisane ręcznie. Nie został on jednak wprowadzony nigdy potem do Unikodu.
| Spółgłoska        | Spółgłoska          | Spółgłoska        | Spółgłoska          | Spółgłoska        | Spółgłoska             | Samogłoska        | Samogłoska          |
| System tradycyjny | System pedagogiczny | System tradycyjny | System pedagogiczny | System tradycyjny | System pedagogiczny    | System tradycyjny | System pedagogiczny |
| ----------------- | ------------------- | ----------------- | ------------------- | ----------------- | ---------------------- | ----------------- | ------------------- |
| l                 | b/p                 | (ĸA)              | (k)                 | q                 | gw/kw                  | a                 | a                   |
| (lA)              | (p)                 | s                 | z/s                 | (qA)              | (kw)                   | e                 | e                   |
| t                 | d/t                 | (sA)              | s                   | g                 | g (w połączeniu „-ng”) | e                 | é                   |
| (tA)              | (t)                 | sH                | zh/sh               | w                 | w                      | i                 | i                   |
| tt                | j/ch                | (sHA)             | (sh)                | y                 | y                      | o                 | o                   |
| (ttA)             | (ch)                | m                 | m                   | (brak)            | '/h                    |                   |                     |
| ĸ                 | g/k                 |                   |                     |                   |                        |                   |                     |

## Fonologia[2]
W języku Potawatomi istnieje 5 samogłosek, 4 dyftongi i 19 spółgłosek.
é, zapisywane czasami jako e', oznacza samogłoskę półotwartą przednią niezaokrągloną ([ɛ]).
e zapisuje głoskę szwa (/ə/), która jednak ma wiele wariantów wymowy: przed /n/ wymawiana jest [ɪ]; przed /k/ – jako [ɡ] bądź [ʔ]; zaś na końcu wyrazu realizowana jest jako [ʌ].
o jest wymawiane jako [u] w okolicy Michigan i jako [o] w innych dialektach. W sylabach zamkniętych jest wymawiane jako [ʊ].
Istnieją też cztery dyftongi, [ɛj ɛw əj əw], zapisywane éy éw ey ew.
Spółgłoski właściwe, jak w wielu innych językach w tej rodzinie, nie mają ścisłego podziału na głoski dźwięczne i bezdźwięczne.

## Morfologia
W języku potawatomi wyróżnia się sześć części mowy: rzeczownik, czasownik, zaimek, tzw. prenoun (poprzedzający rzeczownik i pełniący rolę przydawki), tzw. preverb (poprzedzający czasownik i pełniący rolę okolicznika) oraz partykułę.

### Zaimki
| Swampy Cree | Odżibwe   | Odaawaa | Potawatomi | Język polski                                 |
| ----------- | --------- | ------- | ---------- | -------------------------------------------- |
| nîn         | niin      | nii     | nin        | ja                                           |
| gîn         | giin      | gii     | gin        | ty                                           |
| wîn         | wiin      | wii     | win        | on / ona / ono                               |
| nînanân     | niinawind | niinwi  | ninan      | my (bez ciebie / bez was) (tzw. ekskluzywne) |
| gînanân     | giinawind | giinwi  | ginan      | my (z tobą / z wami) (tzw. inkluzywne)       |
| gînawâ      | giinawaa  | giinwaa | ginwa      | wy                                           |
| wînawâ      | wiinawaa  | wiinwaa | winwa      | oni / one                                    |

Patrz: potawatomilanguage.org (ang.)